# Eclissi solare del 17 febbraio 2064
L'Eclissi solare del  17 febbraio 2064, di tipo anulare, è un evento astronomico che avrà luogo il suddetto giorno attorno alle ore 07:00 UTC.
L'eclissi avrà un'ampiezza massima di 295 chilometri e una durata di 8 minuti e 56 secondi.

## Eclissi correlate

### Eclissi solari 2062 - 2065
Questa eclissi è un membro di una serie semestrale. Un'eclissi in una serie semestrale di eclissi solari si ripete approssimativamente ogni 177 giorni e 4 ore (un semestre) in nodi alternati dell'orbita della Luna.

### Ciclo di Saros 141
L'evento fa parte del ciclo di Saros 141, che si ripete ogni circa 18 anni, 11 giorni e 8 ore, comprende 70 eventi. La serie è iniziata con un'eclissi solare parziale il 19 maggio 1613. Contiene 41 eclissi anulari dal 4 agosto 1739 al 14 ottobre 2460. Non ci sono eclissi totali in questa serie. La serie termina al membro 70 con un'eclissi parziale il 13 giugno 2857. L'eclissi anulare più lunga si è verificata il 14 dicembre 1955, con durata massima di anularità a 12 minuti e 9 secondi. Tutte le eclissi di questa serie si verificano nel nodo ascendente della Luna.